# Pont Vieux (Saint-Affrique)
Pour les articles homonymes, voir Pont Vieux.
Le Pont Vieux est un pont situé en France sur la commune de Saint-Affrique, dans le département de l'Aveyron en région Occitanie.
Il fait l'objet d'un classement au titre des monuments historiques depuis le 12 juillet 1886.

## Description
Pont de trois travées en dos d'âne. Les piles comportent des avant-becs et arrière-becs montant jusqu'aux parapets.
De la rive gauche à la rive droite, les ouvertures des arches sont de 15,40 - 21,50 - 9,60 m. Les épaisseurs des piles sont de 3,40 m.

## Localisation
Le pont est situé sur la commune de Saint-Affrique, dans le département français de l'Aveyron.

## Historique
Il est cité en 1368. Il est réparé en 1418 et 1737.
L'édifice est classé au titre des monuments historiques en 1886.